# Coleophora spissicornis
Coleophora spissicornis é uma espécie de mariposa do gênero Coleophora pertencente à família Coleophoridae.